# Rosa May Billinghurst
Rosa May Billinghurst (31 de maig del 1875 - 29 de juliol del 1953) fou una sufragista britànica defensora dels drets de les dones.

## Biografia
Nasqué al 1875 a Lewisham, Londres, la segona dels nou fills de Rosa Ann Brinsmead i Henry Farncombe Billinghurst. Sa mare provenia d'una família fabricant de pianos i el seu pare era bancari.
De xiqueta va sobreviure a la poliomielitis, que la va deixar incapacitada per a caminar. Portava grillons a les cames i usava crosses o bé un tricicle. Es va involucrar en treball social a Greenwich, ensenyava en una escola dominical i entrà a l'ONG cristiana Band of Hope.

## Trajectòria política
Militava en l'Associació Liberal de Dones (que al costat d'altres quinze el 1887 es convertiren en la Federació Liberal de Dones, que arribà a les 942 associacions afiliades) i al 1907 entrà en la Unió Social i Política de les Dones (WSPU, en anglés). Va participar en la marxa de la WSPU al Royal Albert Hall al juny del 1908. Rosa Billinghurst col·laborà en la resposta de la WSPU en les eleccions de Haggerston de juliol del 1908; la votació va tenir lloc el mateix dia en què vint-i-quatre sufragistes foren alliberades de la presó de Holloway i van recórrer la zona demanant «mantenir allunyats els liberals». El 1909, Annie Barnes va suposar que ella era la dona en cadira de rodes que fou arrestada per la policia.
Dos anys més tard, Rosa Billinghurst va fundar la sucursal de Greenwich de la WSPU. Com a primera secretària participà en les manifestacions del Divendres Negre de 1910. Va ser arrestada després que la policia la tirés del tricicle.

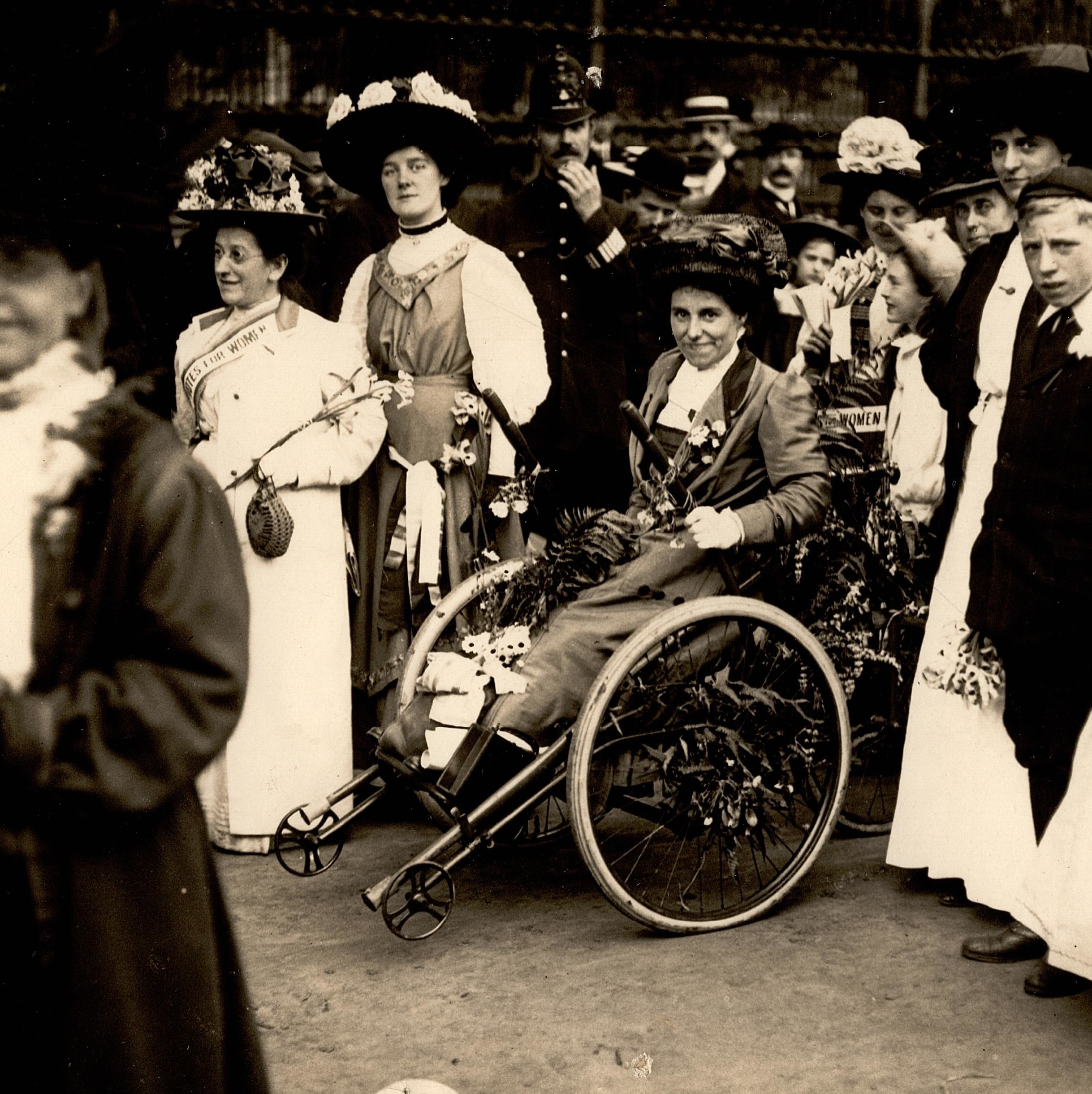
Rosa Billinghurst en una manifestació amb crosses col·locades a banda i banda del tricicle

Rosa May pogué acostar-se a la Cambra dels Comuns una altra vegada, al 1911, perquè la policia no atacà el seu tricicle amb la pancarta «Vot per a les dones». Es creu que fou una de les sufragistes que evadí el cens de 1911 la nit del diumenge del 2 d'abril del 1911, en resposta a la invitació dels partits sufragistes al boicot.

Fou arrestada més vegades en els anys següents. El primer tancament de Rosa Billinghurst a Holloway fou per trencar una finestra a Henrietta Street, i va ser sentenciada a un mes de treballs forçats. Les autoritats penitenciàries no li van donar feina extra. Es feu amiga de moltes presoneres, inclosa la Dra. Alice Stewart Ker.

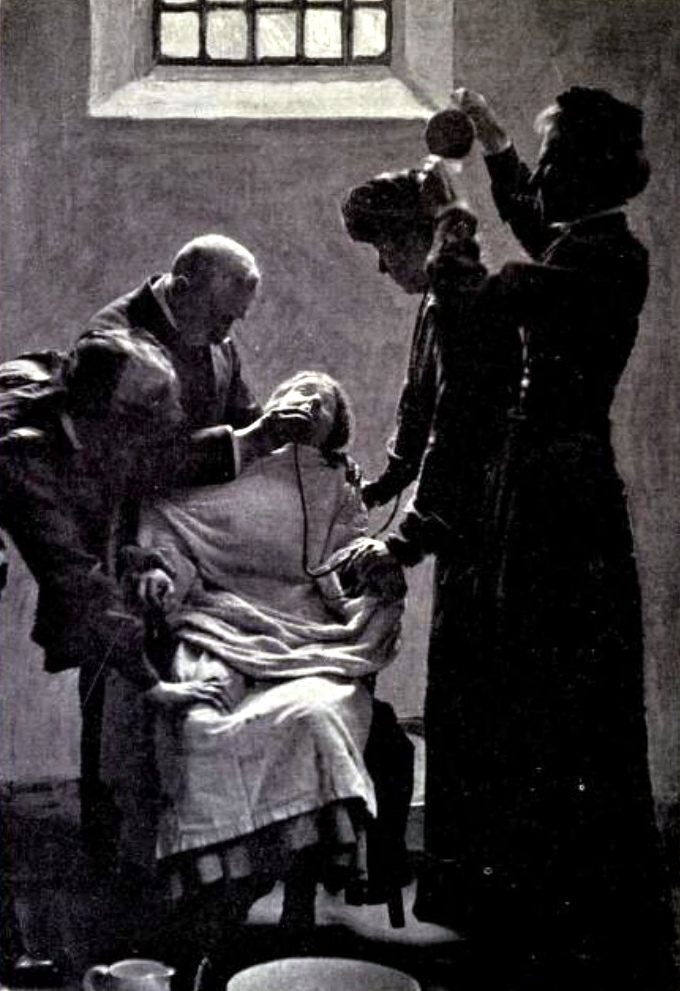
Alimentació forçada nasal d'una sufragista empresonada

El 8 de gener del 1913, fou jutjada a Old Bailey i sentenciada a vuit mesos a Holloway per danyar cartes en una bústia de correus. Rosa Billinghurst es va defensar a si mateixa en els tribunals. El seu al·legat, titulat «La culpa recau sobre les espatlles del govern» es publicà a The Suffragette. Va fer una vaga de fam i l'alimentaren per força amb les altres sufragistes empresonades. Es va posar tan malalta que la donaren d'alta dues setmanes després que començàs l'alimentació forçada.
Rosa May Billinghurst rebé la Medalla de Vaga de Fam 'al Valor'.
Va parlar en un míting a West Hampstead al març del 1913. El 24 de maig s'encadenà a les portes del Palau de Buckingham i el 14 de juny vestia de blanc en el seu tricicle per al funeral de la suffragette Emily Wilding Davison, assassinada mentre tractava d'aconseguir les regnes del cavall del rei en el derbi d'Epsom.
Rosa Billinghurst també participà en la delegació massiva de sufragistes per a presentar una petició a Jordi V el 21 de maig del 1914. No va ser arrestada, però dos policies la van llançar fora del tricicle.
Rosa May Billinghurst abandonà la seua lluita pel sufragi femení després que la Llei del Parlament (Qualificació de les Dones) de 1918 atorgàs el vot a algunes dones. Més tard assistiria al funeral d'Emmeline Pankhurst i a la inauguració de la seua estàtua al 1930.

## Mort
Va morir el 29 de juliol del 1953 en un hospital de Twickenham; havia donat el cos a la ciència.

## Reconeixement pòstum
El seu nom i foto (i els d'altres 58 sufragistes) figuren al pedestal de l'estàtua de Millicent Fawcett al Parliament Square, Londres, inaugurada el 2018.

## Arxiu
Els arxius de Rosa May Billinghurst són a la Llibreria de les Dones, a la Biblioteca de la London School of Economics.